# Iotia Paul
Iotia Paul – kiribatyjski koszykarz, reprezentant kraju na arenie międzynarodowej.
W 2003 roku, jego zespół wziął udział w Igrzyskach Pacyfiku rozgrywanych na Fidżi. Podczas tego turnieju wystąpił w czterech meczach, w których zdobył 42 punkty (drugi najlepiej punktujący zawodnik swojej ekipy - więcej punktów zdobył tylko Karebau Itinnaibo), jednak jego ekipa nie odegrała większej roli w zawodach (zespół ten zajął ostatnie 8. miejsce). Paul grał łącznie przez 140 minut.